# Xiangshan (köpinghuvudort i Kina, Jiangxi Sheng, lat 27,56, long 116,03)
Xiangshan är en köpinghuvudort i Kina. Den ligger i provinsen Jiangxi, i den sydöstra delen av landet, omkring 130 kilometer söder om provinshuvudstaden Nanchang. Antalet invånare är 23 296. Befolkningen består av 10 883 kvinnor och 12 413 män. Barn under 15 år utgör 23,0 %, vuxna 15-64 år 70 %, och äldre över 65 år 6,0 %.
Runt Xiangshan är det ganska tätbefolkat, med 199 invånare per kvadratkilometer. Närmaste större samhälle är Fenggang, 18,2 km öster om Xiangshan. I omgivningarna runt Xiangshan växer i huvudsak blandskog.
Genomsnittlig årsnederbörd är 2 281 millimeter. Den regnigaste månaden är juni, med i genomsnitt 426 mm nederbörd, och den torraste är oktober, med 17 mm nederbörd.